# The Farmer's Market
The Farmer's Market, abans Adamflowers, era un mercat negre en línia de drogues il·legals. Va ser fundat per Marc Peter Willems el 2006 o abans, i va traslladar les operacions a la web fosca el 2010 mitjançant la xarxa d'anonimat Tor. Va ser tancat i diversos operadors i usuaris arrestats l'abril de 2012 com a resultat de l'operació Adam Bomb, una investigació de dos anys dirigida per la Drug Enforcement Administration (DEA) dels EUA.

## Mercat de drogues
El mercat negre en línia es va llançar el 2006 o abans per part de Marc Peter Willems i el titulà Adamflowers. El lloc va connectar compradors i venedors i va permetre transaccions de drogues mitjançant l'ús extensiu de Hushmail, un servei de correu electrònic encriptat promogut com a privat i anònim. Va traslladar les operacions a un lloc ocult de la xarxa Tor el 2010 i va canviar el seu nom a The Farmer's Market. Al mateix temps, va ampliar enormement els seus serveis per oferir no només un lloc per a transaccions, sinó també funcions d'atenció al client més comunes al comerç electrònic tradicional, com ara l'enviament garantit i la selecció de comerciants. Ars Technica ho va descriure com "com un Amazon per als consumidors de substàncies restringides".
The Farmer's Market va generar ingressos mitjançant comissions en funció de la mida de cada compra. El lloc permetia diverses formes de pagament, com ara efectiu, PayPal, Western Union, Pecunix i I-Golder. Va gestionar totes les comunicacions entre compradors i venedors i va desdibuixar el camí entre ells afegint intermediaris coneguts com a "caixes d'efectiu" als quals se'ls pagava una quota per rebre el pagament dels clients i reenviar-los en una altra forma de pagament a un dels múltiples comptes bancaris. Els intermediaris i els comptes bancaris estaven situats en llocs com Panamà o Budapest. Segons les estimacions de la DEA, el lloc va processar al voltant d'un milió de dòlars entre el 2007 i el 2009, i el 2011 els propietaris van guanyar 261.000 dòlars només a través de PayPal. El 2012, s'havien transferit uns 2,5 milions de dòlars en total a través del lloc web.
Entre les drogues venudes al lloc hi havia LSD, MDMA, mescalina, fentanil, ketamina, DMT, haixix, psilocibina i marihuana, alguns dels quals comporten penes concretes per delicte de tràfic depenent del país.
Es calcula que unes 3.000 persones a 50 estats dels EUA i 45 països més van fer transaccions, moltes de les quals menors de vint-i-un anys d'edat.

## Operació Adam Bomb
Al llarg de dos anys, la DEA va dur a terme una investigació de The Farmer's Market en cooperació amb les autoritats locals dels Estats Units i internacionals als Països Baixos, Colòmbia i Escòcia. La investigació va utilitzar el nom en clau d'Operació Adam Bomb, a partir del nom original del lloc web que era Adamflowers.
El març de 2009, un agent de la DEA que va accedir al lloc va comprar amb èxit 25 mostres d'LSD, enviant diners a Budapest i rebent les drogues a Los Angeles. Va repetir el procés amb una comanda més gran de 500 mostres el setembre de 2009. Així l'acusació presentada l'any 2012 contenia proves en forma de centenars de correus electrònics incriminatoris des del 2006 fins al 2010. L'oficial encobert que havia comprat LSD era part de diversos dels correus electrònics inclosos. L'acusació també indicava la col·laboració del servei postal dels EUA i incloïa com a prova que determinats acusats havien rebut sobres en una bústia de correus.
Un correu electrònic a l'acusació descrivia Hushmail, com el lloc usat àmpliament, ja que era "un mètode de comunicació encriptat i segur [que] no produiria alertes electròniques als agents de l'ordre". Tot i la complicitat de Hushmail amb la policia, aquesta no es va fer explícita a l'acusació, i Wired, Forbes i el blog oficia de Tor no suggerriren fins temps després que probablement Hushmail tindria problemes de privadesa a la vista del que detallava l'acusació.
La investigació va culminar amb la detenció l'abril de 2012 de quinze persones als Estats Units, Holanda i Colòmbia. Vuit de les persones es van identificar com a connectades al lloc i set persones es van deixar sense nom, probablement usuaris del lloc. L'acusació de 66 pàgines i 12 càrrecs de l'agència policial va nomenar l'acusat principal Marc Peter Willems dels Països Baixos i Michael Evron, un ciutadà nord-americà resident a Buenos Aires, com els dos que van funcionar com a "organitzador, supervisor i gestor" del lloc web. Willems va ser extradit dels Països Baixos després d'una impugnació legal de dos anys a la seva extradició.

## Processament legal
Willems i Evron van ser acusats de "participar en una empresa criminal contínua", cinc dels vuit arrestats van ser acusats de distribuir LSD en particular, i tots vuit de blanqueig de capitals i conspiració per distribuir substàncies restringides.
El setembre de 2014, Willems, de 45 anys, es va declarar culpable de tràfic de drogues i blanqueig de diners. Va confessar, en un tribunal federal de Los Angeles, haver obtingut beneficis amb el comerç de drogues il·legals.
A finals del 2014, set de les vuit persones acusades s'havien declarat culpables. El vuitè va morir abans que comencés el judici. El setembre de 2014, Willems es va declarar culpable dels càrrecs de tràfic de drogues i blanqueig de capitals, i aquell desembre va rebre una condemna de deu anys de presó.